# Heterostylum hirsutum
Heterostylum hirsutum är en tvåvingeart som först beskrevs av Carl Peter Thunberg 1827.  Heterostylum hirsutum ingår i släktet Heterostylum och familjen svävflugor. Inga underarter finns listade i Catalogue of Life.